# Ruta 40 (Uruguay)
La ruta 40 es una antigua ruta nacional de Uruguay. Actualmente bajo la jurisdicción departamental, se trata de un camino que recorre los departamentos de Canelones y Lavalleja.

## Características
Su trazado sigue un sentido general sureste-noreste, iniciando su recorrido a la altura del km 89 de la ruta 12 (tramo Tala-Minas), en el noreste del departamento de Canelones, atraviesa una zona netamente rural conocida como Vejigas, continúa hacia el departamento de Lavalleja hasta el paso Barrancas en el río Santa Lucía, dónde se discontinúa. De este tramo, solamente los primeros 10 kilómetros se encuentran asfaltados, siendo el resto del trayecto de tosca.
El trazado continúa del lado norte de la margen del río Santa Lucía -en la zona suroeste de Lavalleja-, como camino departamental de tosca, de forma paralela al límite con el departamento de Florida, pasando por el paraje y centro poblado Gaetán, y continuando hacia el noreste. A la altura del paraje Casupá Chico, empalma con la ruta 108, proveniente desde el sur. Desde allí y hasta la zona de Manguera Azul, actualmente se la conoce como ruta departamental 108, siendo un eje importante entre el norte de Lavalleja y su capital Minas. En este tramo pasa por los parajes Espuelitas, Polanco Sur, y Polanco.
Desde Manguera Azul, su trazado se quiebra hacia el este, y habitualmente se le conocer como Camino Paso del Rey (UYLA0162), siguiendo la cuchilla de Polanco, pasando el río Cebollatí - a la altra del Paso del Rey-, para finalizar en la localidad de Pirarajá, junto a la ruta 8. Este último tramo es importante para la salida de la producción local hacia la ruta 8.

### Actual codificación departamental
De acuerdo a la nueva normativa de codificación de caminería rural departamental, la antigua ruta 40 seguía el recorrido de los siguientes caminos actuales bajo jurisdicción departamental: UYCA1667, UYLA0122, UYLA0011, UYLA0132, UYLA0009 (RD108), y UYLA0162 (Camino Paso del Rey).